# Batalla de Mergentheim
La batalla de Mergentheim, también conocida como batalla de Marienthal o batalla de Herbsthausen, tuvo lugar el 5 de mayo de 1645 durante la Guerra de los Treinta Años y enfrentó a un ejército francés al mando de Enrique de la Tour d'Auvergne-Bouillon, Vizconde de Turena, contra un ejército bávaro a las órdenes de Franz von Mercy.

## Preludio
La Guerra de los Treinta Años empezó como una lucha religiosa entre dos ligas -una católica y otra protestante- en 1618, pero pronto dejó de ser una guerra dentro del Imperio para extenderse por prácticamente toda Europa, guerra con móviles religiosos, políticos y económicos. En 1645 la guerra se había convertido en una lucha por la preponderancia en Europa entre Francia y la Casa de Austria.
En Alemania, un joven Turena, segundón de la casa de Bouillon y sobrino de los príncipes de Orange, sustituye al mariscal de Guébriant en 1644 y expulsa de Friburgo a los bávaros mandados por Franz von Mercy. Poco tiempo después, Lennart Torstenson, general sueco aliado de Francia, invade Bohemia y Moravia.

## Movimientos previos
Después de invernar en Espira, Turena supo que en marzo de 1645 Franz von Mercy se había debilitado con el envío de 4.000 hombres para apoyar al ejército imperial que había sido derrotado por los suecos en Bohemia. Este hecho hizo que Turena cruzara el Rin por un puente de barcos con 5.000 jinetes, 6.000 infantes y 15 cañones para atacar a von Mercy, que tenía poco más de 6.000 hombres, el cual se vio obligado a retirarse.
Turena se alojó en “Marienthal” (Mergentheim), una ciudad a unos 15 km al noroeste de Rottenburgo. Tanto él como sus hombres se acantonaron en las aldeas vecinas donde Turena decidió darles descanso. Esta ciudad estaba en los dominios del landgrave de Hesse-Cassel, aliado con Francia. Por desgracia para los franceses, pronto hubo falta de forraje, y los oficiales de caballería, entre los que se encontraba el general sueco Rosen, rogaron que les dejasen dispersarse para buscar forraje, ya que creían que el enemigo estaba a 50 km y sus fuerzas estaban divididas. Turena dejó ir a su caballería y se quedó en Marienthal con la infantería. Sin embargo, Turena dudaba y el mismo día que les había concedido el permiso envió mensajes para que regresasen y nombró como punto de reunión Herbsthausen, a 10 km de Marienthal.
Durante el día llegaron rumores de que las tropas de Mercy no estaban a 50 km, sino bastante cerca. Al día siguiente Turena llegó a Herbsthausen, donde encontró a 3.000 infantes y una parte de la caballería. Delante de las tropas francesas se encontraba un bosque. Turena ordenó a Rosen que reuniera la caballería en un claro al otro lado del bosque, lo que no hubiese sucedido si hubiera sabido de la cercanía del enemigo que ya emergía del bosque. Turena envió a su infantería a tomar una posición en un pequeño bosque que se encontraba a la derecha y colocó la caballería en el frente y él tomó posición con parte de la caballería a la izquierda.

## La batalla
Franz von Mercy abrió la batalla con un bombardeo que hizo poco daño, aunque los franceses no tenían preparada la artillería para responder.
Tras el bombardeo von Mercy dirigió su infantería contra la derecha francesa. Al mismo 
tiempo Turena dirigió una carga de caballería contra la caballería bávara en su propia 
izquierda, rompió la primera línea, capturó unos cañones y después 
avanzó hacía la segunda línea imperial.
Mientras el combate a la izquierda era un éxito para el ejército francés, no pasaba lo mismo en el flanco derecho, ya que su infantería, viéndose superada en número por la infantería bávara, tuvo que replegarse, siendo hecho prisionero el general Rosen. Entre tanto en el flanco izquierdo francés, Turena fue flanqueado por la caballería de Jan von Werth, tuvo que ordenar la retirada y tuvo gran dificultad para no caer prisionero.

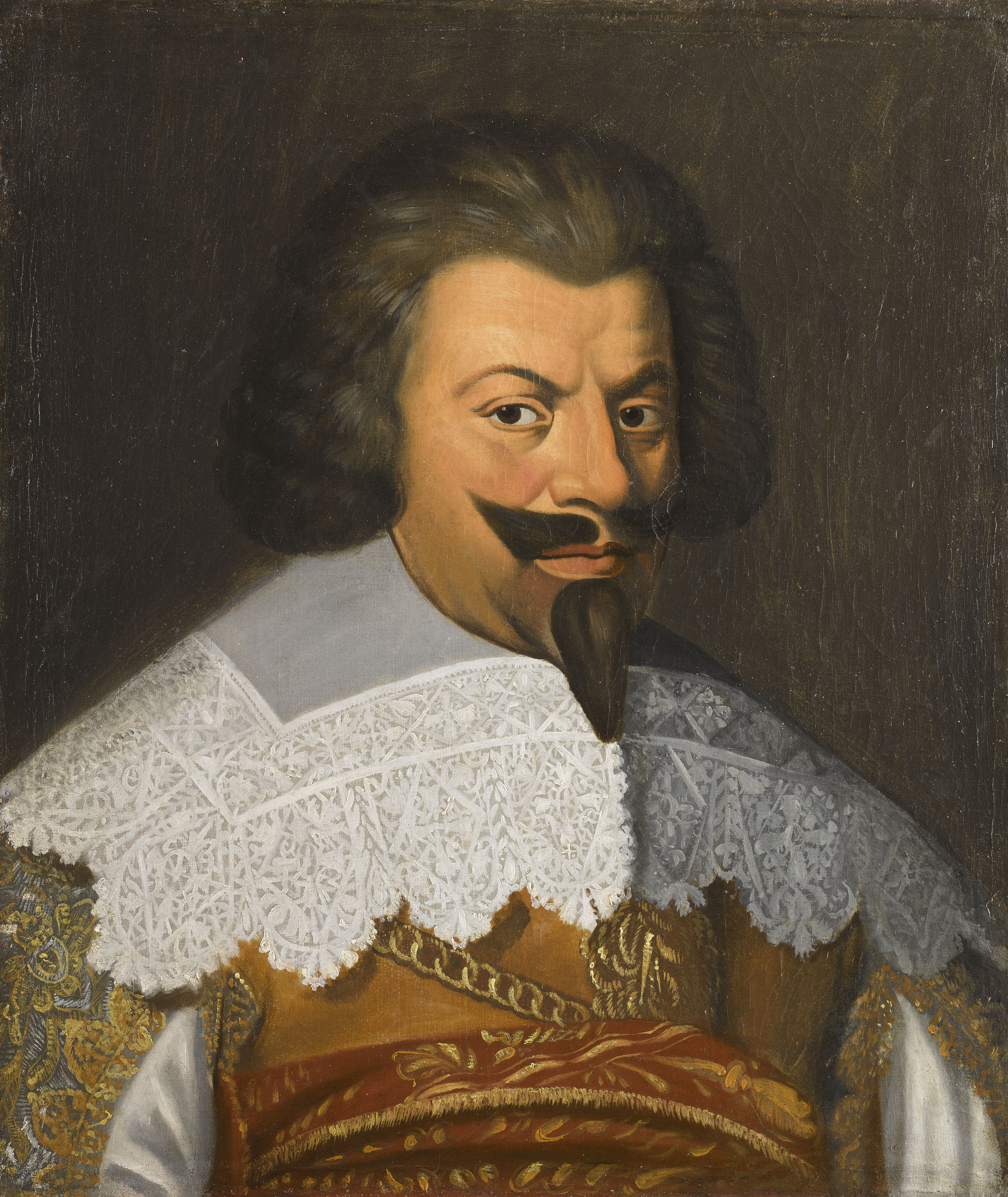
Jan von Werth.

## Consecuencias
Turena se retiró a Renania, donde esperaba obtener nuevas tropas del Landgrave, y dio orden de concentrarse en Hesse. 
Al llegar a Hesse, Turena había perdido las cinco sextas partes de su ejército, entre 1.200 y 1.300 caballos y todos los cañones. 
Turena se reunió con el ejército sueco de Hans Christoff Königsmarck y poco después se enteró de que Luis II de Condé, por entonces Duque de Enghien, se encontraba en camino para unirse con él con 8.000 hombres, por lo que, a pesar de que von Mercy se había reforzado con una división austriaca de 4.000 hombres, el ejército francés pasó a tener superioridad numérica. Turena sentía que no estaba recibiendo un trato equitativo por Mazarino. Cuando él había implorado refuerzos, no se le habían enviado y ahora que llegaban refuerzos, se le reemplazaba por el Duque de Enghien.
Sin embargo, las buenas noticias duraron poco, ya que el Conde de Konigsmark se retiró con su ejército sueco tras una discusión con el duque de Enghien. Poco después se libró la batalla de Nordlingen, en la que los franceses vencieron y von Mercy resultó muerto.

## Comentarios de Napoleón sobre la batalla
Según Napoleón Bonaparte, al tener Turena sus tropas acantonadas en 5 km alrededor de su sede no era una posición peligrosa a la que se deba atribuir la pérdida de la batalla. Su verdadero error fue el de fijar el punto de reunión en Herbsthausen, porque el pueblo estaba en los puestos de avanzada a los que el enemigo se acercaba y hubiese sido mejor Marienthal detrás del río Tauber, de donde el ejército había salido cuatro horas antes y von Mercy se hubiese encontrado con los franceses cubiertos por un río.